# Sant Medir
Sant Medir – miejscowość w Hiszpanii, w Katalonii, w prowincji Girona, w comarce Gironès, w gminie Sant Gregori.
Według danych INE z 2005 roku miejscowość zamieszkiwało 98 osób.